# Municipio de Ste. Genevieve
El municipio de Ste. Genevieve (en inglés: Ste. Genevieve Township) es un municipio ubicado en el condado de Ste. Genevieve en el estado estadounidense de Misuri. En el año 2010 tenía una población de 8991 habitantes y una densidad poblacional de 27,28 personas por km².

## Geografía
El municipio de Ste. Genevieve se encuentra ubicado en las coordenadas 37°56′47″N 90°6′25″O / 37.94639, -90.10694. Según la Oficina del Censo de los Estados Unidos, el municipio tiene una superficie total de 329.62 km², de la cual 321.32 km² corresponden a tierra firme y (2.52%) 8.29 km² es agua.

## Demografía
Según el censo de 2010, había 8991 personas residiendo en el municipio de Ste. Genevieve. La densidad de población era de 27,28 hab./km². De los 8991 habitantes, el municipio de Ste. Genevieve estaba compuesto por el 97.33% blancos, el 0.86% eran afroamericanos, el 0.22% eran amerindios, el 0.46% eran asiáticos, el 0.02% eran isleños del Pacífico, el 0.12% eran de otras razas y el 0.99% pertenecían a dos o más razas. Del total de la población el 0.76% eran hispanos o latinos de cualquier raza.